# Nahoon Point

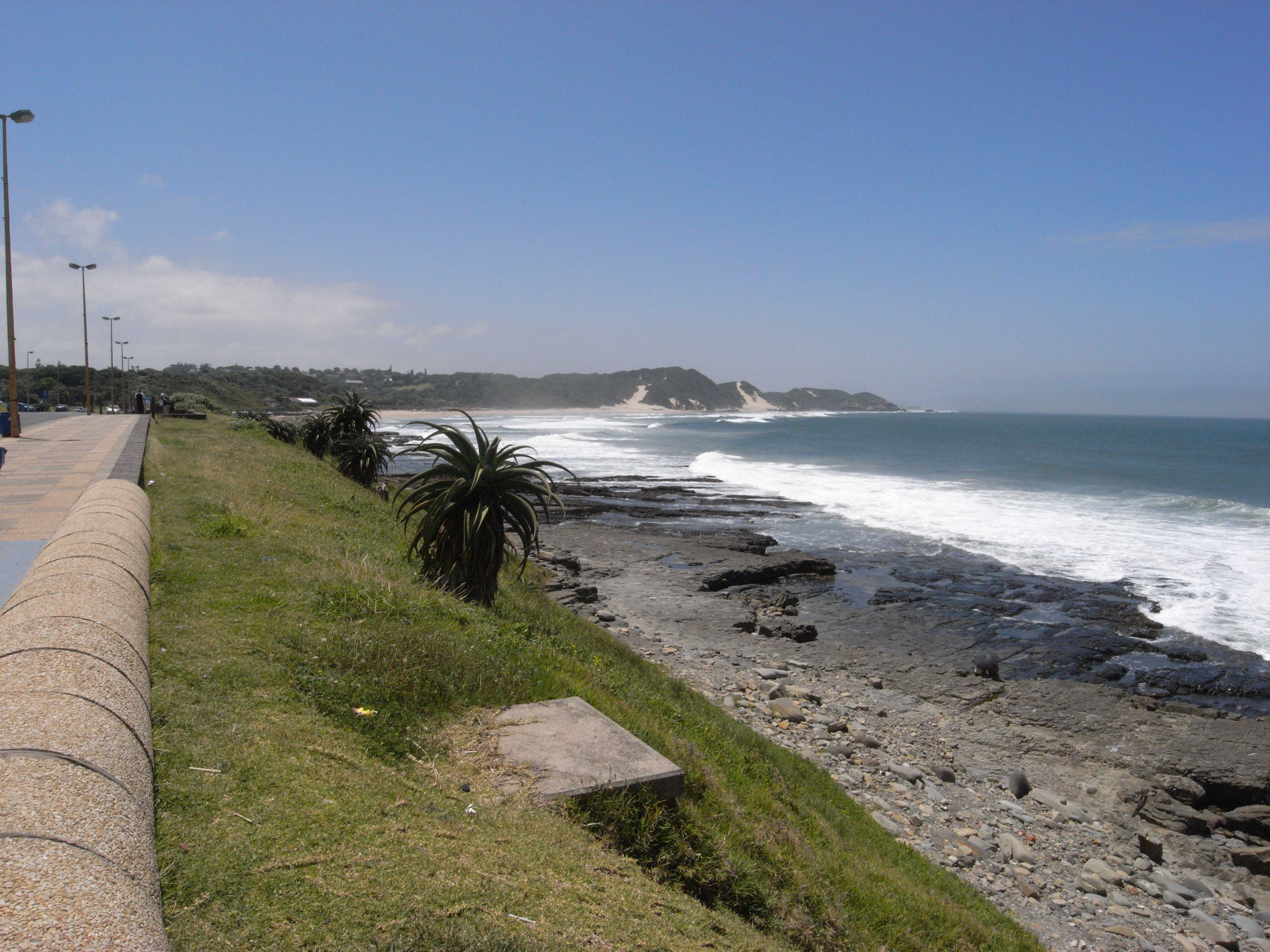
Blick von der Uferstraße in East London zum Nahoon Point (ganz rechts)

Der Nahoon Point (wörtlich „Nahoon-Spitze“) ist eine Landspitze Südafrikas am Indischen Ozean im östlichen Stadtgebiet von East London. Sie ist ein Aussichtspunkt, ein geologischer Aufschluss und ein bedeutender paläoanthropologischer sowie paläontologischer Fundpunkt. Das Schutzgebiet trägt die Bezeichnung Nahoon Point Nature Reserve.

## Geographie und Geologie
Die Landspitze wird im Osten vom Nahoon Strand und im Westen vom Areal der Bat’s Cave (Fledermaushöhle) eingeschlossen. Sie liegt etwa 1200 Meter (Luftlinie) südlich der Mündung des Nahoon River in den Indischen Ozean. Die erodierten Hänge fallen mit starker Neigung zur Küste ab. Eine Landstraße führt aus nördlicher Richtung heran. Für Besucher wurden an den Abhängen hölzerne Stege errichtet, die zum Schutz des sensiblen Naturraumes beitragen.
Das aus dem jüngeren Pleistozän stammende anstehende Gestein der Landspitze ist ein kalkhaltiger Sandstein (Dünensandstein) mit Gerölleinlagerungen. Er bildet das Hangende über Karoo-Doleriten. Die Sedimentzone aus pleistozänem Gestein und rezenten Sanddünen erstreckt sich von East London entlang der Küste in nordöstlicher Richtung bis zur Mündung des Kwelera Rivers. Ihre Längsausdehnung beläuft sich auf etwa 18 Kilometer. Ihre maximale Breite, also die Ausdehnung von der Küstenlinie bis in das Inland, beträgt etwa zwei Kilometer.

## Fundstätte
Im Gelände am Nahoon Point befindet sich eine bekannte paläontologische Fundstelle. Hier verfestigte sich der Dünensand während des Pleistozäns zu einem Sandstein. In einem Stratum des Gesteins fand man Fußspuren von Säugetieren (Hyäne), anderen Tieren und von prähistorischen Menschen (Homo sapiens). Das Alter der menschlichen Fußabdrücke wurde mit verschiedenen Messmethoden untersucht und dabei wurden unterschiedliche Werte ermittelt. Die Altersfrage der Funde ist lange und kontrovers diskutiert worden. Folgende Messmethoden ergaben die Werte: mit der Radiokohlenstoffdatierung (1966) etwa 29.000 Jahre, mit dem Infrarot Stimulierten Thermolumineszenz-Verfahren (1999) etwa 144.000 Jahre und mit der Thermolumineszenzdatierung (1999) etwa 236.000 Jahre. Mit dem Optisch Induzierten Lumineszenz-Verfahren (2009) bestimmte man ein Alter von etwa 124.000 Jahren.
Präparierte Fundstücke aus diesem Sandstein, die die menschlichen Fußspuren deutlich zeigen, sind im East London Museum ausgestellt. Die Abdrücke wurden 1964 von R. Kaiser und W. Hartley in den äolischen Sedimenten der Nahoon-Formation entdeckt. Die ersten Altersbestimmungen mit Hilfe der Radiokohlenstoffmethode erfolgten am damaligen University College of Rhodesia in Salisbury. Deren Ergebnisse wurden 1966 von dem Archäologen Hilary John Deacon vom Albany Museum in Grahamstown publiziert.
Einfache Werkzeuge der Frühmenschen aus der frühen Steinzeitperiode wurden in der Umgebung von East London an mehreren Stellen gefunden. Funde der „Strandläufer“ sind aus den Küstendünen im Stadtgebiet bekannt.